# JSHint
JSHint je alat za statičku analizu koda koji se koristi u razvoju softvera radi provere da li se izvorni kod napisan u Javaskripti kompilira za određeni stil kodiranja. Prevashodno je predstavljen kao onlajn alat, ali takođe postoje i adaptacije koje se mogu koristiti putem komandne linije. Razvio ga je Anton Kovaljev 2011. godine kao nastavak projekta JSLint koji je razvio Daglas Krokford. Anton i ostali su smatrali kako JSLint nije dozvoljavao dovoljno opcija za prilagođavanje.

## Licenca
JSHint licenca je derivat MIT licence. Jedina modifikacija licence je dodatak fraze koja kaže da će "Softver biti korišćen za dobro, a ne zlo." Prema Zadužbini za slobodni softver, ova klauza čini da licenca ne bude besplatna.

## Spoljašnje veze
- Zvanični veb-sajt